# Anna Tatišviliová
Anna Tatišviliová (gruzínsky ანა ტატიშვილი; * 3. února 1990 Tbilisi) je bývalá gruzínská a od roku 2014 americká profesionální tenistka, která se na okruhu WTA poprvé objevila v roce 2005 na turnaji v Miami. Až do roku 2014 reprezentovala svůj rodný stát - Gruzii. V rámci okruhu ITF získala k září 2012 jedenáct titulů ve dvouhře a osm titulů ve čtyřhře. V rámci okruhu WTA získala jeden titul ve čtyřhře.
Na žebříčku WTA byla ve dvouhře nejvýše klasifikována v říjnu 2012 na 50. místě, ve čtyřhře pak v květnu 2012 na 59. místě.
Ve fedcupovém týmu Gruzie debutovala v roce 2009 dubnovým utkáním 2. skupiny zóny Evropy a Afriky proti Turecku, v němž vyhrála dvouhru. Do roku 2013 v soutěži nastoupila ke třinácti mezistátním utkáním s bilancí 9–2 ve dvouhře a 1–1 ve čtyřhře.

## Finálové účasti na turnajích WTA
| Legenda                                      |
| -------------------------------------------- |
| D – dvouhra; Č – čtyřhra                     |
| Grand Slam (0–0)                             |
| WTA Tour Championships (0–0)                 |
| Tier I / Premier Mandatory & Premier 5 (0-0) |
| Tier II / Premier (0-0)                      |
| Tier III, IV & V / International (1-2 Č)     |

### Čtyřhra: 2 (1–2)
| Stav       | č. | datum             | turnaj             | povrch    | spoluhráčka       | soupeřky ve finále                        | výsledek         |
| ---------- | -- | ----------------- | ------------------ | --------- | ----------------- | ----------------------------------------- | ---------------- |
| Finalistka | 1. | 18. září 2011     | Québec, Kanada     | tvrdý (h) | Jamie Hamptonová  | Raquel Kopsová-Jonesová Abigail Spearsová | 1–6, 6–3, [6–10] |
| Finalistka | 2. | 14. července 2013 | Budapešť, Maďarsko | antuka    | Nina Bratčikovová | Andrea Hlaváčková Lucie Hradecká          | 4–6, 1–6         |
| Vítězka    | 1. | 12. října 2014    | Linec, Rakousko    | tvrdý (h) | Raluca Olaruová   | Annika Becková Caroline Garciaová         | 6–2, 6–1         |

## Finále na okruhu ITF
| $100,000 tournaments |
| $75,000 tournaments  |
| $50,000 tournaments  |
| $25,000 tournaments  |
| $10,000 tournaments  |

### Dvouhra 8 (6–2)
| Stav       | Č. | Datum            | Turnaj       | Povrch | Soupeřka ve finále | Výsledek         |
| Vítězka    | 1. | 14. června 2008  | El Paso      | tvrdý  | Lauren Albaneseová | 6-4, 6-3         |
| Vítězka    | 2. | 6. července 2008 | Boston       | tvrdý  | Čchin-wej Čchanová | 2-6, 6-1, 6-3    |
| Vítězka    | 3. | 5. října 2008    | Troy         | tvrdý  | Georgie Stoopová   | 7-6(4), 6-4      |
| Vítězka    | 4. | 27. června 2009  | Kristienhamn | antuka | Reka-Luca Janiová  | 6-1, 7-5         |
| Vítězka    | 5. | 29. května 2010  | Grado        | antuka | Ana Ivanovičová    | 6-7(3), 6-3, 6-4 |
| Vítězka    | 6. | 3. července 2011 | Cuneo        | antuka | Arantxa Rusová     | 6-4, 6-3         |
| Finalistka | 1. | 25. září 2011    | Albuquerque  | tvrdý  | Regina Kulikovová  | 5-7, 3-6         |
| Finalistka | 2. | 8. července 2012 | Biella       | antuka | Johanna Larssonová | 3-6, 4-6         |

### Čtyřhra 10 (4-6)
| Stav       | Č. | Datum             | Turnaj          | Povrch | Partnerka              | Soupeřky ve finále                              | Výsledek             |
| Finalistka | 1. | 28. dubna 2008    | Charlottesville | antuka | Kimberly Coutsová      | Raquel Kopsová-Jonesová Abigail Spearsová       | 1-6, 3-6             |
| Vítězka    | 1. | 12. května 2008   | Raleigh         | antuka | Kimberly Coutsová      | Stefania Boffaová Nicole Rottmannová            | 6-3, 6-4             |
| Finalistka | 2. | 26. května 2008   | Carson          | antuka | Kimberly Coutsová      | Romana Tedjakusumaová Story Tweedieová-Yatesová | 6-7(10), 6-4, [7-10] |
| Finalistka | 3. | 27. dubna 2009    | Cagnes-sur-Mer  | antuka | Erica Krauthová        | Julie Coinová Marie-Ève Pelletierová            | 4-6, 3-6             |
| Finalistka | 4. | 25. května 2009   | Grado           | antuka | Jorgelina Craverová    | Anikó Kaprosová Sandra Klemenschitsová          | 3-6, 0-6             |
| Vítězka    | 2. | 12. října 2009    | Kansas City     | tvrdý  | Lilia Osterlohová      | Julia Boserupová Laura Granvilleová             | 6-0, 6-3             |
| Vítězka    | 3. | 2. listopadu 2009 | Rock Hill       | tvrdý  | Sharon Fichmanová      | Lauren Albaneseová Jamie Hamptonová             | 7-6(5), 4-6, [10-3]  |
| Finalistka | 5. | 9. listopadu 2009 | Phoenix         | tvrdý  | Marie-Ève Pelletierová | Sharon Fichmanová Mashona Washingtonová         | 6–4, 4–6, [8–10]     |
| Finalistka | 6. | 8. února 2010     | Midland         | hala   | Lilia Osterlohová      | Laura Granvilleová Lucie Hradecká               | 6-7(3), 6–3, [10–12] |
| Vítězka    | 4. | 13. února 2011    | Midland         | hala   | Jamie Hamptonová       | Irina Falconiová Alison Riskeová                | bez boje             |

## Postavení na žebříčku WTA na konci roku

### Dvouhra
| Rok    | 2005  | 2006   | 2007   | 2008   | 2009   | 2010   | 2011  |
| Pořadí | 1151. | ▲ 300. | ▲ 278. | ▲ 168. | ▼ 181. | ▲ 134. | ▲ 87. |

### Čtyřhra
| Rok    | 2005 | 2006 | 2007 | 2008   | 2009   | 2010 | 2011 |
| Pořadí | —    | —    | 549. | ▲ 255. | ▲ 158. | —    | —    |